# Karl Zaitsek von Egbell
Karl Zaitsek von Egbell (německy Carl Martin Joseph Johann Nepomuk Zaitsek Edler von Egbell) (10. listopadu 1810 Šaštín – 25. prosince 1886 Vídeň) byl rakousko-uherský generál původem z Moravy. V c. k. armádě sloužil jako dobrovolník od roku 1829, později vynikl jako důstojník a velitel jezdectva. Zúčastnil se několika válečných tažení a v roce 1866 dosáhl hodnosti polního podmaršála. V závěru kariéry byl divizním velitelem v Praze (1869–1870).

## Životopis
Pocházel z rodiny původem z jižní Moravy, jeho otec Martin Zajíček (1770–1842) byl úředníkem na panství Hodonín, později působil ve správě císařských statků ve Vídni. Karl Zaitsek se narodil jako Martinův mladší syn v Šaštíně, který byl tehdy součástí hodonínského panství. V roce 1829 vstoupil jako dobrovolník k 5. kyrysnickému pluku, o dva roky později byl přeložen k 10. husarskému pluku do Podgórze (dnes součást Krakova) a v roce 1833 byl již nadporučíkem. S 10. husarským plukem vystřídal službu v Tarnówě a Ternopilu a v roce 1844 byl povýšen na rytmistra. V roce 1849 získal hodnost majora a byl přeložen k 8. husarskému pluku, již o rok později dosáhl hodnosti podplukovníka. V roce 1853 byl přeložen k 1. husarskému pluku a v letech 1854–1859 byl jako plukovník velitelem 9. husarského pluku v Pardubicích.
V roce 1859 byl povýšen do hodnosti generálmajora a stal se městským velitelem v Linzi, následně převzal velení brigády u 4. armádního sboru v Chorvatsku, jako brigádní velitel byl později přeložen do Pešti. Za prusko-rakouské války byl velitelem 2. záložní divize jezdectva a vyznamenal se krytím ústupu rakouské armády po bitvě u Hradce Králové. Po válce získal hodnost polního podmaršála (3. srpna 1866) a stal se velitelem 2. jezdecké divize v Pešti (1866–1869). Nakonec byl v letech 1869–1870 velitelem 9. pěší divize v Praze. K datu 27. února 1870 byl penzionován a od té doby žil v soukromí. 
V roce 1860 byl povýšen do šlechtického stavu s predikátem Edler von Egbell odvozeném od německého názvu města Gbely poblíž jeho rodiště. Jako erb obdržel modro-červeně polcený štít se vzlétající zlatou včelou uprostřed. Během vojenské služby získal několik ocenění, byl nositelem Vojenského záslužného kříže, pruského Řádu červené orlice a parmského Řádu sv. Ludvíka. Od roku 1866 byl čestným majitelem 2. hulánského pluku.

## Rodina
V roce 1837 se v Košicích oženil s Annou Farkasovou de Görgö z nižší uherské šlechty. Měli spolu jediného syna Karla Johanna (1838–1895), který také sloužil v armádě a dosáhl hodnosti polního podmaršála. 
Karlův starší bratr Franz (1805–1884) byl také rakouským generálem.